# Transport kolejowy w powiecie monieckim
Transport kolejowy w powiecie monieckim - przez powiat moniecki przebiega linia kolejowa nr 38. Na jego terenie znajduje się 6 stacji i przystanków kolejowych, a infrastruktura wykorzystywana jest przez transport osobowy i towarowy.
Pod koniec 2017 r. podpisano umowę na przygotowanie projektu modernizacji odcinka Białystok - Ełk w ramach Rail Baltica. W ramach inwestycji, planowanej na lata 2020-2023, planowane są m.in. budowa drugiego toru oraz umożliwienie rozwijania prędkości do 160 km/h.

## Historia

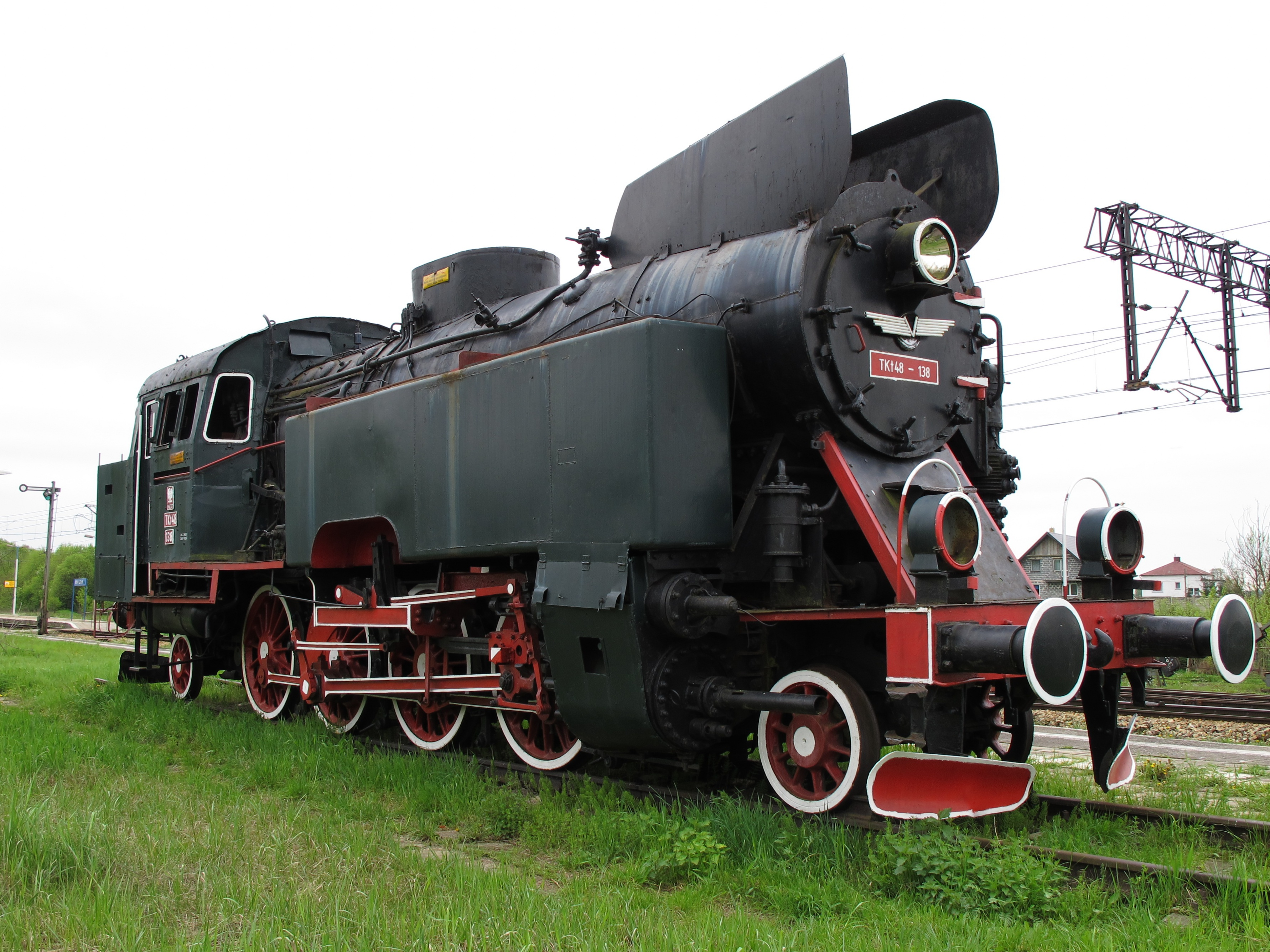
Lokomotywa TKt48-138, która dawniej stała na stacji Knyszyn

Historia kolei na terenie powiatu monieckiego wiąże się z budową linii od Białegostoku do Królewca w latach, otwartej w 1881 lub 1873 r. Linia kolejowa ominęła bezpośrednio dwa historyczne miasta, Goniądz i Knyszyn (istnieją jednak odpowiednio przystanek i stacja kolejowa, oddalone jednak od centrów miejscowości). 
Zdecydowano o budowie stacji w pobliżu Moniek, gdzie linia przebiegała w pewnej odległości od wsi. Nastąpił rozwój osady kolejowej, a także mógł mieć wpływ na lokowanie tu siedzib jednostek administracyjnych w późniejszych latach.
Miała istnieć kolejka wąskotorowa, łącząca moniecką stację z koszarami carskimi w Hornostajach. W czasie II wojny światowej odbywały się tędy wywózki ludności przez władze sowieckie.

## Stacje i przystanki kolejowe
| Zdjęcie | Nazwa       | Ranga               | Miejscowość      | Gmina   |
| ------- | ----------- | ------------------- | ---------------- | ------- |
|         | Knyszyn     | Stacja kolejowa     | Ruda             | Krypno  |
|         | Zastocze    | Przystanek kolejowy | Zastocze         | Krypno  |
|         | Czechowizna | Przystanek kolejowy | Czechowizna      | Knyszyn |
|         | Mońki       | Stacja kolejowa     | Mońki            | Mońki   |
|         | Goniądz     | Przystanek kolejowy | Owieczki         | Goniądz |
|         | Osowiec     | Stacja kolejowa     | Osowiec-Twierdza | Goniądz |

## Stan w roku 2013
Na odcinku przebiegającym przez powiat linia jest zelektryfikowana.